# Klementina Střítecká
Klementina Střítecká (26. června 1886 Vacenovice – 16. září 1966 Brno) byla moravská pedagožka a spisovatelka.

## Životopis
Některé zdroje uvádějí chybný den data narození 24.[ujasnit] Rodiče Klementiny byli Josef Střítecký nadučitel ve Vacenovicích a Anna Střítecká-Nováková. Měla tři bratry: Jarolíma Stříteckého (25. 4. 1877), Jana Stříteckého (23. 6. 1879) a Josefa-Jiřího Stříteckého (24. 4. 1884).
Klementina Střítecká chodila v Napajedlích do ročního přípravného kurzu k externím zkouškám pro učitelky ženských ručních prací, se zkouškami před zkušební komisí v Brně. 10. 11. 1920 odpadla od církve římskokatolické. Byla předsedkyní spolku učitelek domácích nauk na Moravě a řídila Sbor učitelek domácích nauk. Psala odborné články do pedagogických časopisů, byla spoluredaktorkou časopisu Komenský. V Brně bydlela na adrese Gomperzova 5 (nyní Bezručova nebo Mahenova).

## Dílo

### Napsala
- Jak se vyučuje dívčím ručním pracím s naukou o domácím hospodářství na našich školách – Brno: Jednota učitelů národních škol (dále jen JUNŠ), 1941

### Zpracovala
- Doma: učebnice domácích nauk pro měšťanské školy. Díl III. pro třetí třídu – podle normálních učebných osnov pro měšťanské školy zpracovaly Marie Vítková, Ota Burešová, Ludmila Parmová a K. Střítecká. Praha: Státní nakladatelství, 1936
- Doma: učebnice domácích nauk pro měšťanské školy. Díl III. – dotisk čtvrtého vydání z roku 1936, upravený podle přechodných učebních osnov pro školy měšťanské, zpracovaly Marie Vítková a K. Střítecká. Praha: Státní nakladatelství, 1947

### Upravila
- Vyučování dívčím ručním pracím s naukou o domácím hospodářství v duchu nových osnov pro školy měšťanské: rozvrhy učiva – podle zásad, vypracovaných v pedagogickém semináři učitelek domácích nauk při Škole vysokých studií pedagogických v Brně ve školním roce 1932–1933 upravily Ota Burešová a K. Střítecká. Brno: Zemský spolek učitelek domácích nauk (dále jen ZSUDN), 1933
- Vyučování dívčím ručním pracím s naukou o domácím hospodářství v duchu nových osnov pro školy měšťanské: rozvrhy učiva – upravily Ota Burešová, K. Střítecká. Brno: ZSUDN v zemi Moravskoslezské, 1933
- Vyučování dívčím ručním pracím s naukou o domácím hospodářství v duchu nových osnov pro školy obecné: rozvrh učiva – upravily Ludmila Parmová, K. Střítecká, Ota Burešová. Brno: ZSUDN v zemi Moravskoslezské, 1934
- Dívčí ruční práce v nové škole: obrázkový doprovod k normální učebné osnově dívčích ručních prací pro školy obecné a měšťanské. Díl 2 – upravily: po stránce estetické Eliška Langrová, po stránce metodické K. Střítecká a Ota Burešová; návrhy kreslily účastnice dvouletého vysokoškolského kursu pro učitelky domácích nauk v Brně za vedení Elišky Langrové, Brno: ZSUDN v zemi Moravskoslezské, 1936
- Rozvrhy učiva a vybrané kapitoly z metodiky dívčích ručních prací a nauky o domácím hospodářství pro školy obecné – upravily K. Střítecká, Ota Burešová, Ludmila Parmová. Brno: ZSUDN v zemi Moravskoslezské, 1937
- Pokyny k odborné zkoušce učitelek domácích nauk pro pomocné školy – Brno: Zemská komise učitelek domácích nauk, 1942

### Sestavila
- Příručka k odborným zkouškám učitelek domácích nauk pro měšťanské školy – za spolupráce školské komise zájmového odboru učitelek domácích nauk při JUNŠ. Brno: JUNŠ, 1940

### Uspořádala
- Předlohy střihů – uspořádaly Marie Jelínková, K. Střítecká, Božena Zimová. Brno: ZSUDN
- Za práva učitelek domácích nauk! – Brno: ZSUDN v zemi Moravskoslezské, 1933
- Předlohy střihů: slovní doprovod – uspořádaly: Marie Jelínková, K. Střítecká, Božena Zimová. Praha: nákladem Zájmového odboru učitelek domácích nauk při JUNŠ, 1940